# コシジロウタオオタカ
コシジロウタオオタカ（腰白歌大鷹、学名：Melierax canorus）は、タカ目タカ科に分類される鳥。

## 分布
- アフリカ南部、年間降水量750mm以下の乾燥地帯（半砂漠）などに棲息している。電柱の上にとまることもある。

## 体格
体長56～65センチメートル　成鳥のお尻は白色で、頭と上胸は淡い灰をしている。 下半分は、細かく濃い灰色と白色の縞模様している。
翼幅は約105センチメートルである。
幼鳥の尾は白い尻は黒い。下半分は茶色をしている。

## 摂食
トカゲ、小型哺乳類、鳥類、大きな昆虫を食べる雑食。

## 生態
普段は静かな鳥だが、繁殖期になるとメスが鳴き声を発する。

## 繁殖
巣は３～１０メートルの高さでアカシアの木に作る。メスは一度に１～２個の卵を産む。繁殖は真冬に始まり約115日間暖める。

## 亜種
- Melierax canorus canorus
- Melierax canorus argentior

## 保全状態評価
- LEAST CONCERN (IUCN Red List Ver. 3.1 (2001))